# Índice de um subgrupo
Em álgebra abstrata, o índice de um grupo {\displaystyle G} em um subgrupo {\displaystyle H} se refere ao número de elementos que possuem os conjuntos das classes adjuntas (ou classes laterais), cuja notação é {\displaystyle G:H} ou {\displaystyle H:G} que estão definidas mediante as relações de equivalência {\displaystyle \sim _{H}} (Classe lateral a esquerda) e {\displaystyle _{H}\sim } (Classe lateral a direita), dadas por:
- {\displaystyle x\sim _{H}y\Leftrightarrow x^{-1}y\in H,~\forall x,y\in G}
{\displaystyle x_{H}\sim y\Leftrightarrow xy^{-1}\in H,~\forall x,y\in G}

tal que:
- {\displaystyle G:H=\bigcup _{g\in G}\{gh:h\in H\}=\bigcup _{g\in G}gH}
{\displaystyle H:G=\bigcup _{g\in G}\{hg:h\in H\}=\bigcup _{g\in G}Hg}

## Definição
Seja {\displaystyle G} um grupo finito e seja {\displaystyle H\subseteq G} um subgrupo de {\displaystyle G}. O número
{\displaystyle i(H,G)=|H:G|=|G:H|=|G|/|H|,}
é chamado índice de {\displaystyle G} em {\displaystyle H} e se representa por {\displaystyle i(H,G)}, de onde se tem utilizado a notação clássica, {\displaystyle |G|}, para a ordem de um grupo.